# Клопотива (Хунедоара)
Клопотива (рум. Clopotiva) насеље је у Румунији у округу Хунедоара у општини Рау де Мори. Oпштина се налази на надморској висини од 499 m.

## Становништво
Према подацима из 2002. године у насељу је живело 825 становника, од којих су сви румунске националности.